# 陰道上皮
陰道上皮（vaginal epithelium）是阴道中的腺體內層，其中包括多層的（鱗狀）細胞，屬於上皮組織。基底膜在基底層（上皮的第一層）內，中間層在基底層上，表面層是上皮的最外層。由管腔往外的陰道壁第一層是由複層扁平上皮的黏膜組成，其下有结缔组织的固有層。接下來有一層平滑肌，在縱向纖維內部具有圓形纖維束。最後是结缔组织形成的最外層，稱為外膜。有些教科書會列為四層，將黏膜的二個子層（固有層及上皮）分為二層計算。上皮細胞上的黏液是由子宮頸以及子宮所分泌的。上皮皺褶形成了複雜的表面，其表面積達到360 cm2。因為陰道上皮表面面積大，因此有些藥物可以由陰道給藥，透過上皮吸收。
在生殖週期中，陰道上皮會有正常的週期性變化，是因為雌激素造成的，隨著激素濃度的上昇，陰道上皮會增殖，細胞的層數也會增加，當細胞增殖及成熟時，部份細胞會角化。女性生殖系統的其他組織和器官也會因為激素而變化，不過陰道上皮的變化靈敏度最高，其結構也是雌激素濃度的指標。在陰道上皮中也有一些朗格汉斯细胞及黑素細胞。子宮頸上皮和陰道上皮相鄰，有相同的結構以及機能。陰道上皮可以分為幾層，包括基底細胞、旁基底細胞、淺表鱗狀扁平細胞及中間層細胞。淺表細胞會不斷的脫落，基底細胞會取代角質層死亡脫落的細胞。在基底細胞下有顆粒層及棘層。和體內其他的上皮細胞相比，陰道上皮的糖原濃度較體內其他的上皮細胞要高。細胞表面的圖案是圓形的，以縱向排列。子宮上皮細胞和陰道上皮有一些類似的特徵。

## 外部連結
- 维基共享资源上的相關多媒體資源：陰道上皮